# Problepsis phoebearia
Problepsis phoebearia là một loài bướm đêm trong họ Geometridae.